# Speeder
Un speeder est un véhicule atmosphérique rapide équipé d'une technologie annulant l'effet gravitationnel, appelée répulseurs antigravité (repulsor) dans l'univers Star Wars. Les speeders sont généralement classés en deux catégories - landspeeder et airspeeders - selon l'altitude plafond qu'ils peuvent atteindre. Le premier landspeeder apparaît dans Star Wars, épisode IV : Un nouvel espoir en 1977 ; il s'agit du véhicule qu'utilise Luke Skywalker tout au long des événements se déroulant sur Tatooine. Les véhicules qui affrontent les TB-TT impériaux lors de la bataille de Hoth sont les premiers airspeeders en vol à apparaître dans Star Wars, lors de Star Wars, épisode V : L'Empire contre-attaque, tandis que le premier speeder bike (Motojet) apparaît dans Star Wars, épisode VI : Le Retour du Jedi en 1983 lors d'une scène de poursuite sur la lune forestière d'Endor.

## Airspeeder
Les airspeeders sont généralement petits, profilés et équipés de puissants moteurs à répulsion. Ils sont conçus pour voler à une altitude inférieure à la limite de l'atmosphère, même si certains peuvent atteindre les 250 kilomètres et une vitesse de 900 kilomètres par heure.

## Landspeeder
Les landspeeders sont les véhicules terrestres les plus populaires dans l'univers Star Wars. Compacts et capables de flotter à quelques mètres du sol, la plupart  sont pensés pour le transport civil local. Ils constituent une alternative raisonnable aux airspeeders, beaucoup plus onéreux.

### Origine et design
Divers concepts appelés rocket-powered scooter (« scooter fusée ») sous forme de croquis ont été apportés par le producteur George Lucas pour Le Retour du Jedi. Alors que Nilo Rodis-Jamero d'Industrial Light & Magic (ILM) imagine un véhicule massif équipé d'un large moteur, Ralph McQuarrie choisit un design plus fantaisiste plutôt que de mettre en avant le système propulseur du véhicule. Les plans définitifs ont conduit à la création de speeder bikes à taille réelle, filmés sur fond bleu, ainsi que des maquettes miniaturisées détaillées et des marionnettes articulées.
ILM a utilisé un steadicam, à 1 frame par seconde, pour enregistrer le parcours des speeder bikes à travers la lune forestière d'Endor (en réalité dans le parc national de Redwood en Californie). Passer l'enregistrement au standard de 24 frames pas secondes créé un effet de flou, ce qu'ILM a utilisé pour simuler les vitesses très élevées des véhicules. Les plans enregistrés avec des véhicules se déplaçant à une vitesse de 8 km/h paraissent se déplacer à 160 km/h.
Le BARC speeder dans La Revanche des Sith a été créé dans l'idée de devenir le prédécesseur des speeder bikes du Retour du Jedi. Doug Chiang de chez ILM a dessiné le speeder de Dark Maul dans La Menace fantôme à l'image d'une faux et a créé les croquis initiaux des trap de l'armée de droïdes à l'image des speeder bikes du Retour du Jedi.
Un speeders en complète infographie apparaissant dans Un nouvel espoir découle d'une conception créée pour le jeu vidéo Star Wars: Shadows of the Empire ; il apparait également brièvement dans La Menace fantôme

### Marketing
Dès leur création, les speeder bikes ont été inclus dans plusieurs lignes de produits Star Wars, comme les Lego et ou des miniatures Hasbro.